# 解冻文学
解冻文学指1953年史大林逝世后，赫鲁晓夫接任中央总书记，索尔仁尼琴写《伊凡·杰尼索维奇的一天》，写无辜农民在集中营遭受荼毒的故事，获准出版，受压抑的作家阿亨玛托娃获得平反，作品重见天日，文学重建活泼，但赫鲁雪夫担心过度的解冻会造成洪水泛滥，因而冲破社会主义，1962年起不时关上解冻之门，巴斯特纳克的《齐瓦哥医生》在这时期一直无法在国内出版。